# Нідерланди на зимових Олімпійських іграх 1968
Нідерланди на зимових Олімпійських іграх 1968 року, які проходили у французькому місті Гренобль, була представлена 9 спортсменами (4 чоловіками та 5 жінками) в одному виді спорту: ковзанярство. Прапороносцем на церемонії відкриття Олімпійських ігор була ковзанярка Стін Кайсер.
Нідерланди увосьме взяли участь в зимовій Олімпіаді. Нідерландські спортсмени здобули 9 медалей: три золоті, три срібні і три бронзові. Збірна Нідерландів зайняла 6 загальнокомандне місце.

## Медалісти
| Медалі за видом спорту | Медалі за видом спорту | Медалі за видом спорту | Медалі за видом спорту | Медалі за видом спорту |
| ---------------------- | ---------------------- | ---------------------- | ---------------------- | ---------------------- |
| Вид                    | 1                      | 2                      | 3                      | Всього                 |
| Ковзанярський спорт    | 3                      | 3                      | 3                      | 9                      |
| Всього                 | 3                      | 3                      | 3                      | 9                      |

| Медаль | Спортсмен     | Вид спорту          | Дисципліна       |
| ------ | ------------- | ------------------- | ---------------- |
| Золото | Кес Веркерк   | Ковзанярський спорт | 1500 м, чоловіки |
| Золото | Каррі Гейссен | Ковзанярський спорт | 1000 м, жінки    |
| Золото | Анс Схют      | Ковзанярський спорт | 3000 м, жінки    |
| Срібло | Ард Схенк     | Ковзанярський спорт | 1500 м, чоловіки |
| Срібло | Кес Веркерк   | Ковзанярський спорт | 5000 м, чоловіки |
| Срібло | Каррі Гейссен | Ковзанярський спорт | 1500 м, жінки    |
| Бронза | Петер Ноттет  | Ковзанярський спорт | 5000 м, чоловіки |
| Бронза | Стін Кайсер   | Ковзанярський спорт | 1500 м, жінки    |
| Бронза | Стін Кайсер   | Ковзанярський спорт | 3000 м, жінки    |

## Ковзанярський спорт
| Дисципліна        | Спортсмен         | Дистанція    | Дистанція |
| Дисципліна        | Спортсмен         | Час          | Місце     |
| ----------------- | ----------------- | ------------ | --------- |
| 500 м, чоловіки   | Ян Болс           | не фінішував | –         |
| 500 м, чоловіки   | Петер Ноттет      | 42.4         | 30        |
| 500 м, чоловіки   | Ард Схенк         | 41.1         | 13        |
| 500 м, чоловіки   | Кес Веркерк       | 42.6         | 33        |
| 1500 м, чоловіки  | Ян Болс           | 2:07.8       | 16        |
| 1500 м, чоловіки  | Петер Ноттет      | 2:06.3       | 9         |
| 1500 м, чоловіки  | Ард Схенк         | 2:05.0       | 2         |
| 1500 м, чоловіки  | Кес Веркерк       | 2:03.4 OR    | 1         |
| 5000 м, чоловіки  | Ян Болс           | 7:33.1       | 8         |
| 5000 м, чоловіки  | Петер Ноттет      | 7:25.5       | 3         |
| 5000 м, чоловіки  | Кес Веркерк       | 7:23.2       | 2         |
| 10000 м, чоловіки | Ян Болс           | 16:09.5      | 13        |
| 10000 м, чоловіки | Петер Ноттет      | 15:54.7      | 8         |
| 10000 м, чоловіки | Кес Веркерк       | 15:33.9      | 5         |
| 500 м, жінки      | Стін Кайсер       | 47.6         | 14        |
| 500 м, жінки      | Еллі ван ден Бром | 46.6         | 5         |
| 500 м, жінки      | Віл Бургмеєр      | 47.8         | 16        |
| 1000 м, жінки     | Стін Кайсер       | 1:35.2       | 10        |
| 1000 м, жінки     | Еллі ван ден Бром | 1:36.8       | 13        |
| 1000 м, жінки     | Каррі Гейссен     | 1:32.6 OR    | 1         |
| 1500 м, жінки     | Стін Кайсер       | 2:24.5       | 3         |
| 1500 м, жінки     | Каррі Гейссен     | 2:22.7       | 2         |
| 1500 м, жінки     | Анс Схют          | 2:28.3       | 12        |
| 3000 м, жінки     | Стін Кайсер       | 5:01.3       | 3         |
| 3000 м, жінки     | Віл Бургмеєр      | 5:05.1       | 5         |
| 3000 м, жінки     | Анс Схют          | 4:56.2 OR    | 1         |